# Felsrasen-Glockenblumen-Blütenspanner
Der Felsrasen-Glockenblumen-Blütenspanner (Eupithecia impurata), auch Gebänderter Glockenblumen-Blütenspanner genannt, ist ein Schmetterling (Nachtfalter) aus der Familie der Spanner (Geometridae).

## Merkmale

### Falter
Die Flügelspannweite der Falter beträgt 19 bis 24 Millimeter. Die Grundfarbe der Vorderflügel ist zumeist bläulich grau bis schiefergrau, ist aber sehr veränderlich. Je nach der geologischen Formation des Vorkommensgebietes können auch hellere oder dunklere Formen auftreten. In der Mitte der Vorderflügel hebt sich oftmals eine relativ breite Querbinde ab, die bei einigen Exemplaren am Vorderrand dunkel beginnt und gegen den Hinterrand heller wird. Bei anderen Formen kann diese Querbinde aber auch durchgehend hell oder dunkel sein. Am Vorderrand befinden sich einige dunkle Flecke. Mehrere stark gewellte Linien befinden sich im Wurzel- und Saumfeld. Gelegentlich sind die Vorderflügel leicht gelblich überstäubt oder gesprenkelt. Die Hinterflügel erscheinen in der Farbe der Vorderflügel und sind ebenfalls von mehreren dunkleren Linien durchzogen. Auf sämtlichen Flügeln befindet sich je ein schwärzlicher Mittelpunkt, der zuweilen undeutlich ausgebildet ist.

### Ei
Das Ei ist zunächst weißlich und nimmt kurz vor dem Schlüpfen der Raupe eine schokoladenbraune Farbe an. Es ist leicht abgeplattet, oval gestreckt und besitzt runde Vertiefungen.

### Raupe
Erwachsene Raupen haben eine hellbraune Farbe und zeigen auf dem Rücken deutliche dunkle Rautenflecke.

### Puppe
Die braungelbe Puppe hat einen kegelförmigen Kremaster, der mit acht Hakenborsten bestückt ist.

### Ähnliche Arten
Eupithecia semigraphata ist etwas kleiner, zuweilen auch dunkler. Die breite Querbinde auf den Vorderflügeln ist oftmals undeutlich oder erloschen.
Wie bei vielen Blütenspanner-Arten sollte eine zuverlässige Bestimmung durch Spezialisten erfolgen, und auch eine genitalmorphologische Analyse ist anzuraten, obwohl gerade bei Eupithecia impurata und Eupithecia semigraphata die Unterschiede dabei äußerst gering sind. Die sicherste Unterscheidungsmöglichkeit ergibt sich aus einer ex larva-Zucht, da sich die Raupen von unterschiedlichen Futterpflanzen ernähren.

## Geographische Verbreitung und Vorkommen
Der Felsrasen-Glockenblumen-Blütenspanner kommt in bergigen Gegenden West-, Ost- und Südeuropas bis nach Vorderasien vor und ist selbst noch in Höhen von 2400 Metern zu finden. Die Art bevorzugt trockene, felsige Rasenflächen und warme, steinige Hänge.

## Lebensweise
Die Falter sind überwiegend nachtaktiv und fliegen in zwei Generationen von Mai bis August sowie von September bis Oktober. Sie erscheinen in beiden Geschlechtern auch an künstlichen Lichtquellen. Die Eier werden einzeln an die Knospen der Futterpflanze gelegt. Die Raupen ernähren sich von den Blüten und Früchten der Rasen-Glockenblume (Campanula cespitosa), der Zwerg-Glockenblume (Campanula cochleariifolia) oder der Rundblättrigen Glockenblume (Campanula rotundifolia). Die Puppen überwintern.

## Gefährdung
In Deutschland ist der Felsrasen-Glockenblumen-Blütenspanner lokal verbreitet, fehlt in den nördlichsten Bundesländern und wird auf der Roten Liste gefährdeter Arten in Kategorie 2 (stark gefährdet) geführt.

## Systematik
Schütze und Weigt benannten mehrere lokale Unterarten, deren Status jedoch umstritten ist.